# آرامگاه حیدر یغما
آرامگاه حیدر یغما، نام بنایی در محله شادیاخ نیشابور، خیابان عرفان (نیشابور) است. طرح مربع شکل بنای آرامگاه یغما، از شغل این شاعر؛ یعنی خشت مالی الهام گرفته شده است. این بنا در فاصله میان باغ آرامگاه خیام و باغ آرامگاه عطار و کمال الملک، در میان قبرستان عمومی، در خیابان عرفان (نیشابور)، ساخته شده است.